# Star Trek: Legacy
Star Trek: Legacy utkom 2006 och är ett tv- och datorspel för Windowsdatorer och för spelkonsolen Xbox 360. Spelet baserar sig på serien Star Trek.
Spelet är en rymdstridssimulator i realtid där spelaren kontrollerar olika rymdskepp (upp till fyra stycken samtidigt) från Förenade planeters federation (Federationen) från tre olika epoker inom Star Trek-tidslinjen. Spelet har både en enkelspelarkampanj, samt en mer friare spelform.
Kampanjen sträcker sig från Star Trek: Enterprise, via Star Trek: TOS och slutar i Star Trek: TNG, men även delar från några av de andra serierna som pågick under samma tid i Star Trek-universumet kommer med i spelet (exempelvis Star Trek: DS9).
I kampanjen så spelar spelaren uteslutande med skepp från Federationen, men kan ha skepp från andra raser som sina allierade eller som antagonister, medan i det fria spelläget så kan spelare välja bland fler.
Spelbara raser:
- Federationen
- Klingonska Imperiet
- Romulanska Republiken
- Borg

Andra raser, som till exempel vulcaner, dyker även upp under spelets gång, men är inte möjliga att skötas av spelaren.

## Mottagande
Mottagandet av spelet var blandat. På Metacritic fick PC-versionen av spelet 56 av 100, baserat på 25 olika recensioner, medan Xbox-versionen fick 64 av 100, baserat på 41 recensioner Sidan Gamerankings visade liknande resultat med 57,14% (PC) respektive 65,20% (XBOX).